# اشرف امایا
اشرف امایا (انگلیسی: Ashraf Amaya؛ زاده ۲۳ نوامبر ۱۹۷۱) یک بسکتبال اهل ایالات متحده آمریکا است. 